# Kirtlington
Kirtlington is een civil parish in het bestuurlijke gebied Cherwell, in het Engelse graafschap Oxfordshire met 988 inwoners.

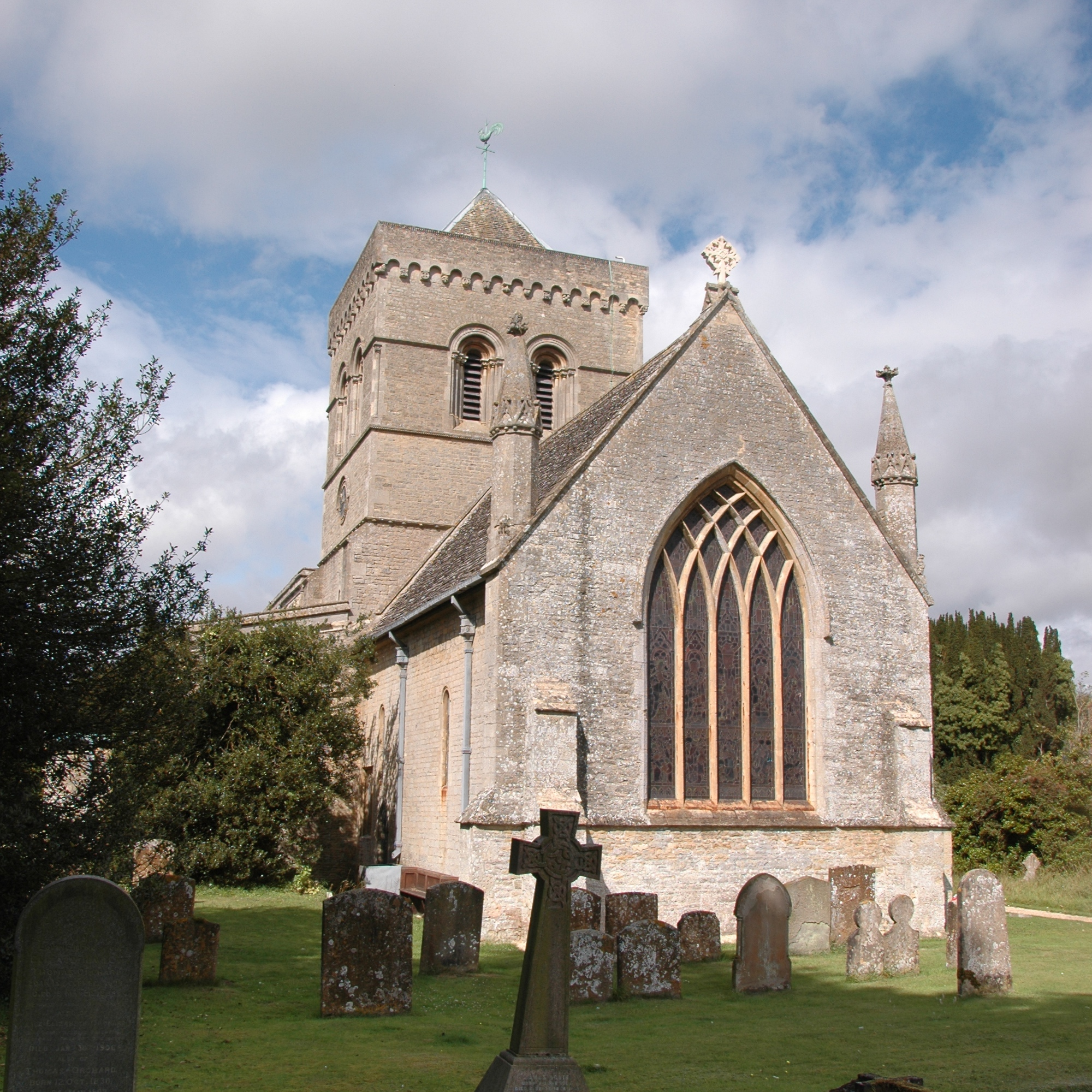
Kerk van St Mary the Virgin
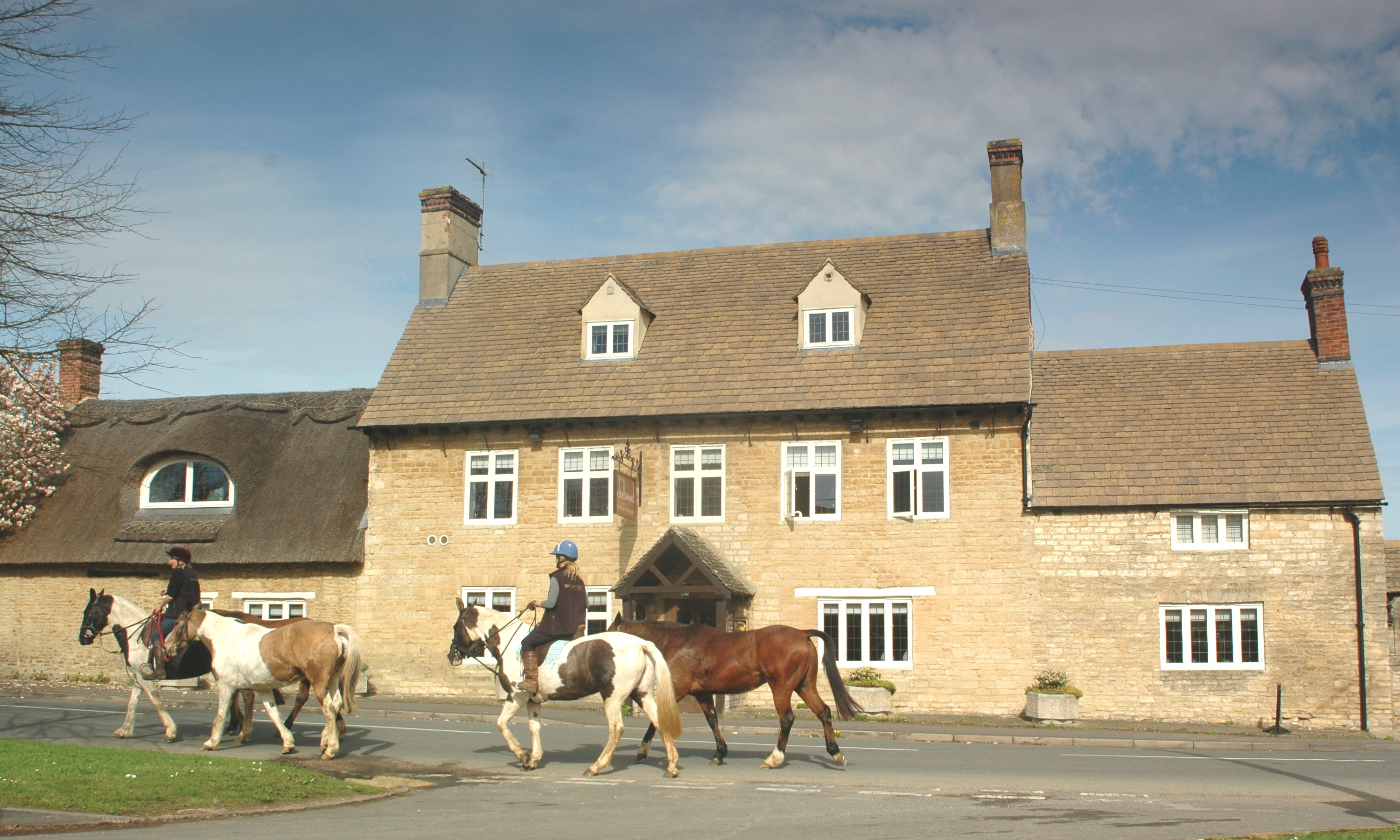
Dashwood
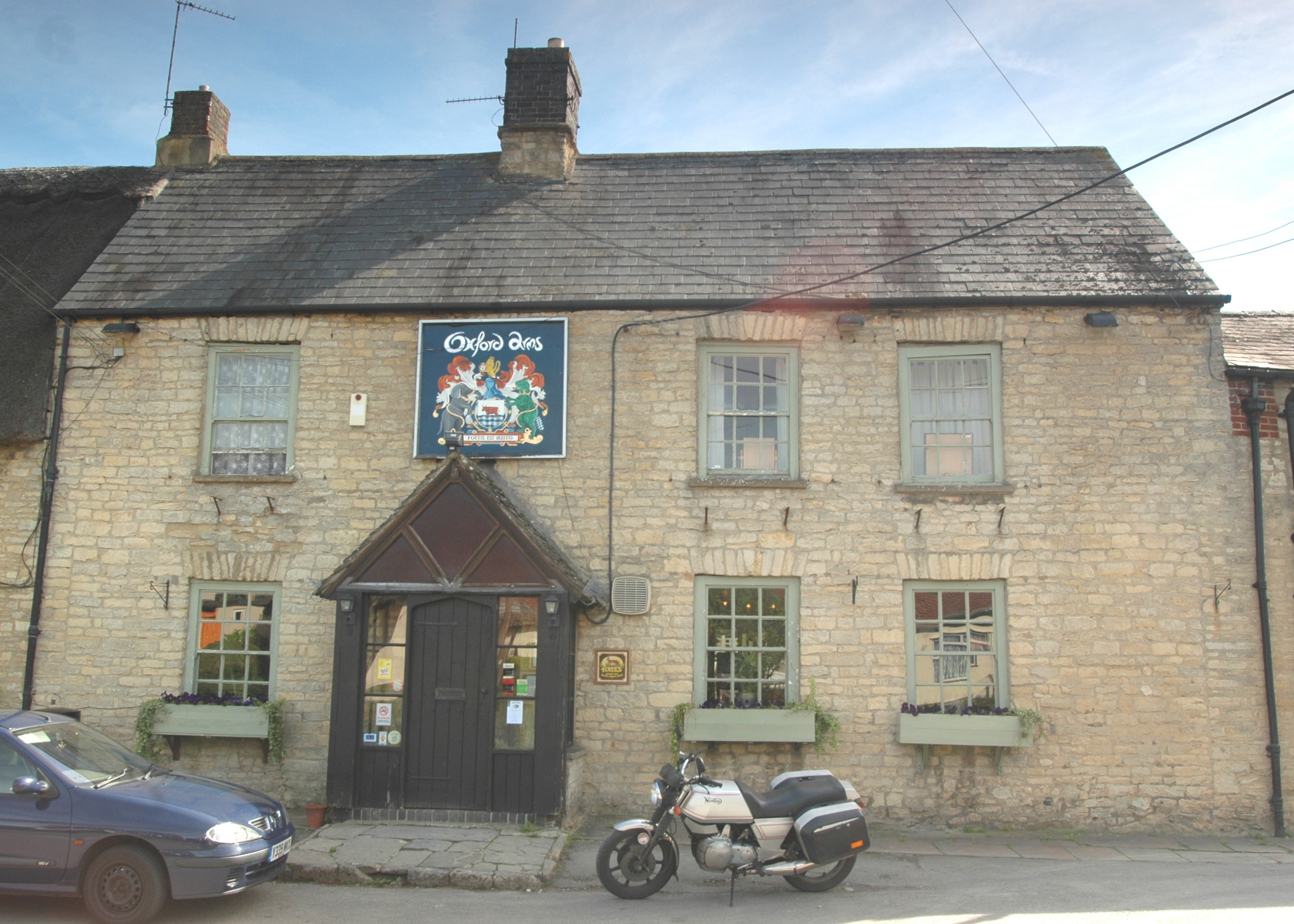
"Oxford Arms"
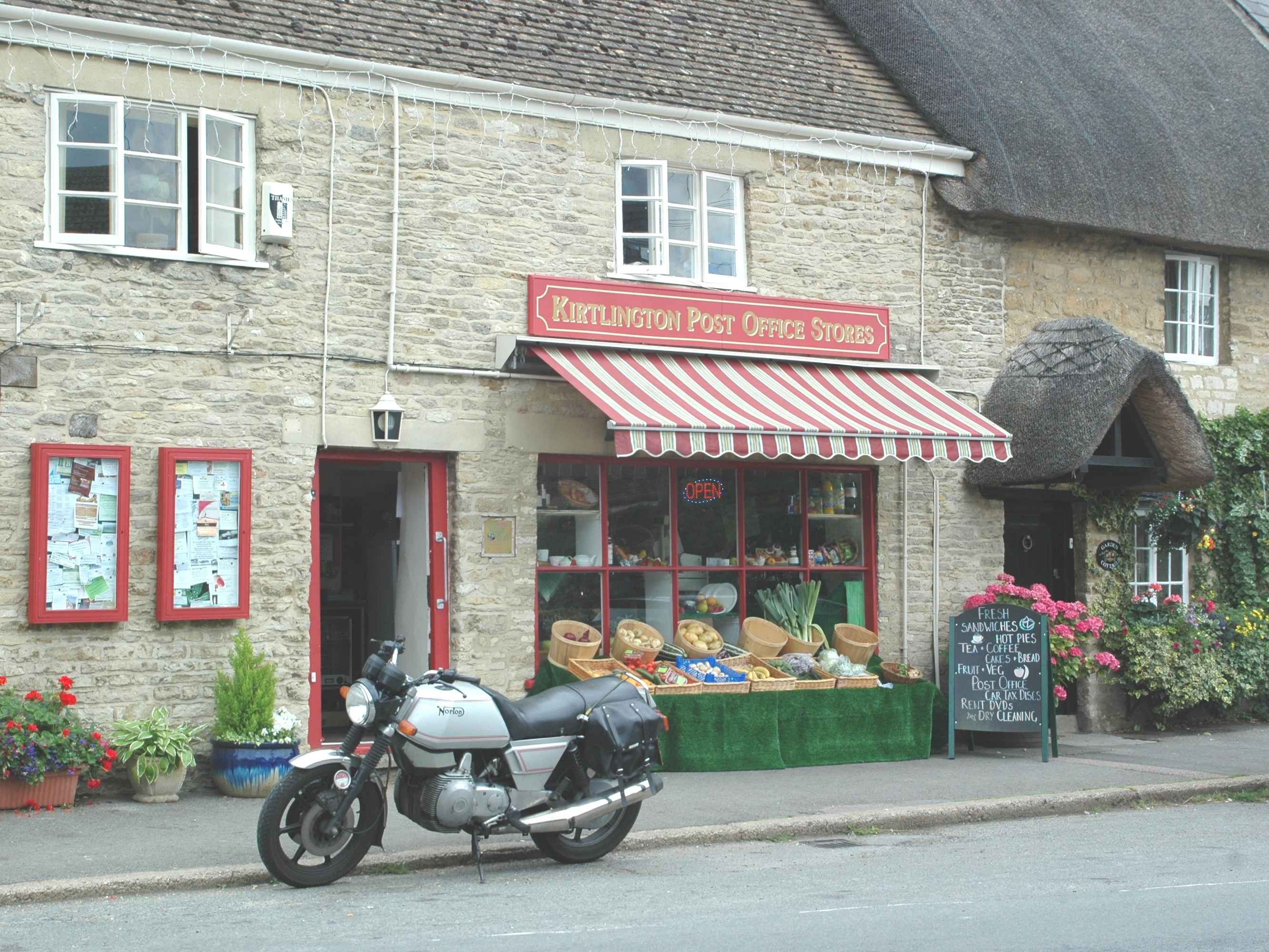
Postkantoor